# Горбуново (Республіка Алтай)
Горбуново (рос. Горбуново) — село Усть-Коксинського району, Республіка Алтай Росії. Входить до складу Горбуновського сільського поселення.
Населення — 316 осіб (2015 рік).